# Legione Nauvoo

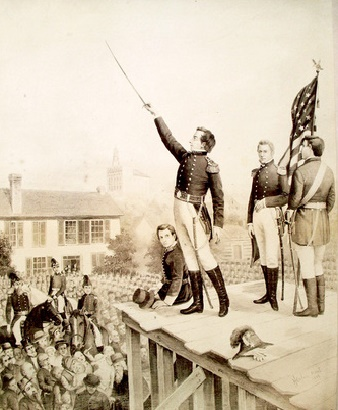
Il generale Joseph Smith si rivolge alla legione Nauvoo (dipinto)

La legione Nauvoo fu una milizia autorizzata della città di Nauvoo (Illinois). A causa dell'aumento dell'antagonismo con gli insediamenti circostanti, acquisì importanza la difesa della città di Nauvoo (Illinois) e dei vicini insediamenti mormoni. Per ingraziarsi politicamente i mormoni, la legislatura dell'Illinois concesse a Nauvoo il diritto di avere una legione che godesse di straordinaria indipendenza. Guidata da Joseph Smith, fondatore del movimento dei Santi degli ultimi giorni e sindaco di Nauvoo, la legione divenne rapidamente una formidabile concentrazione di potere militare nell'ovest statunitense. Nel 1844, dopo una controversia dovuta al fatto che il consiglio cittadino aveva soppresso un giornale di Nauvoo critico nei confronti di Smith e delle politiche della Chiesa, Smith mobilitò la legione e dichiarò la legge marziale. Arrestato per tradimento, Smith fu assassinato dalla folla. Poco dopo la concessione fatta a Nauvoo fu revocata, e la legione Nauvoo perse lo status ufficiale di milizia dell'Illinois.
Dopo la revoca della concessione di Nauvoo la legione Nauvoo continuò ad operare sotto la guida di Brigham Young, capo della più numerosa fazione del movimento mormone, la Chiesa di Gesù Cristo dei santi degli ultimi giorni (Chiesa LDS). Young guidò la Chiesa LDS in quello che poi divenne il territorio dello Utah. Nello Utah la milizia territoriale utilizzò il nome di legione Nauvoo. Operò contro lo United States Army durante la guerra dello Utah. Fu sciolta definitivamente nel 1887 con l'Edmunds-Tucker Act, col quale il Congresso scorporò la Chiesa LDS nel tentativo di punirla per la pratica della poligamia.

## Formazione
Nel 1839 Joseph Smith trasferì i propri seguaci (i mormoni) da un ambiente ostile in Missouri a Commerce, Illinois, che rinominò in Nauvoo. Democratici e Whig dell'Illinois (compreso Abraham Lincoln) approvarono la concessione bipartisan di città stato per Nauvoo nel 1840. Il 16 dicembre il governatore la trasformò in legge, concedendo a Smith ed alla città di Nauvoo ampi poteri. Tra questi vi era il diritto di creare un "corpo di milizia indipendente". Questa forza era una milizia simile alle altre dell'Illinois, e divenne famosa col nome di "legione Nauvoo". Al suo culmine la milizia contava almeno 2500 soldati, mentre l'intero United States Army nel 1845 ne aveva circa 8500. La legione fu divisa in reggimenti (chiamati coorti) di fanteria ed in un reggimento di cavalleria. La legione disponeva anche di alcuni cannoni leggeri.
La legione tendeva ad essere sbilanciata, essendoci troppi ufficiali rispetto ai soldati semplici. Probabilmente era il tentativo di elevare lo status sociale di alcuni membri della città.
La legione poté attingere alle riserve federali di armi. Il più comune moschetto fornito alla milizia fu il moschetto modello 1816. Questo moschetto a pietra focaia era un prodotto statunitense copiato dal francese moschetto Charleville del 1777. Anche il fucile Harper's Ferry modello 1803 era disponibile in quantità limitate. Spesso venivano utilizzati armi personali. C'era anche un piccolo pezzo d'artiglieria, un cannone da montagna, soprannominato "Old Sow" (Vecchia Scrofa) ed esposto oggi presso il Church Museum of History di Salt Lake City.

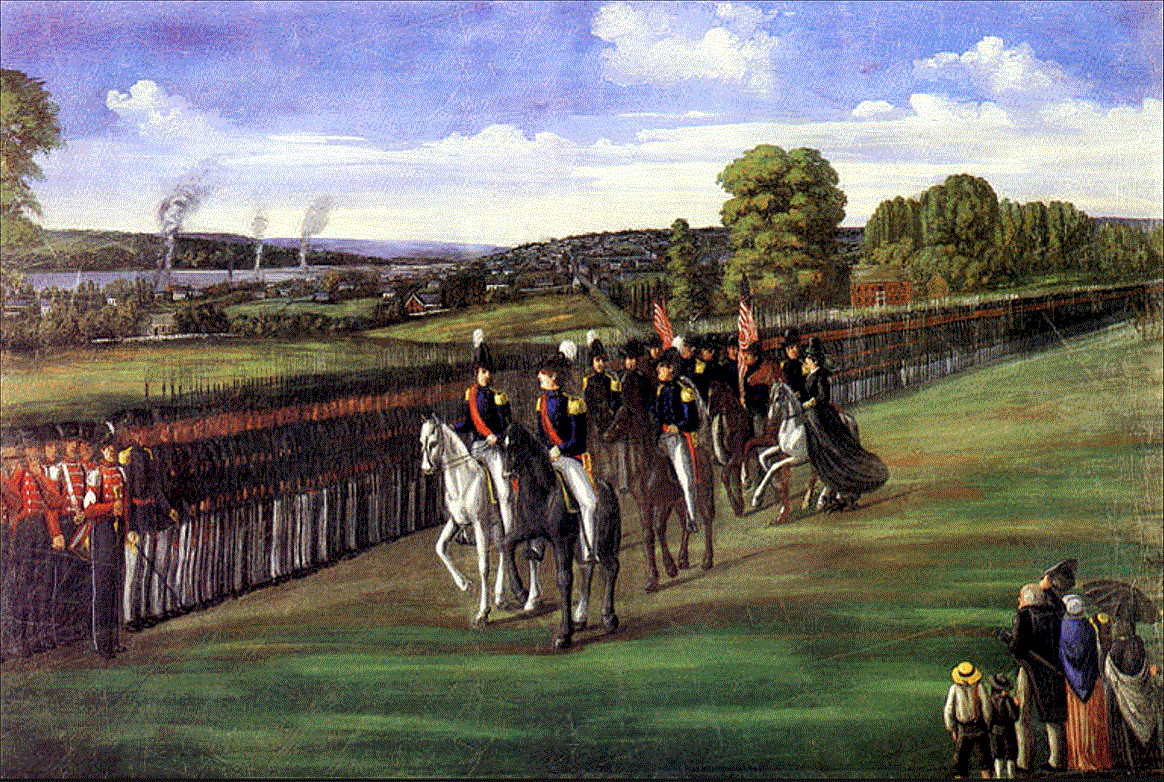
La legione Nauvoo

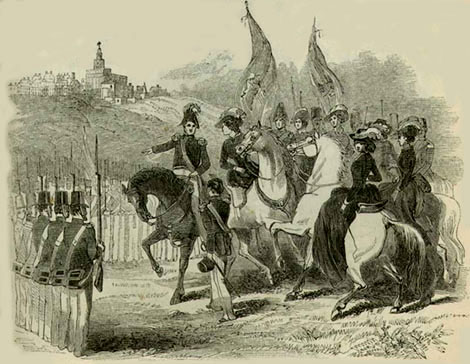
Joseph Smith mentre schiera la legione Nauvoo

Nonostante la concessione della legione Nauvoo avesse permesso la creazione di una milizia indipendente, questa era a disposizione del governatore statale, del presidente degli Stati Uniti d'America o del sindaco di Nauvoo. Lo stesso Joseph Smith era vicesindaco di Nauvoo, e la corte marziale cittadina lo nominò ufficiale più alto in grado della legione, per la precisione tenente generale. Questo grado è un gradino sopra a maggior generale, esibito da molti comandanti del tempo. Uno dei motivi per l'assegnazione di questo grado era quello di evitare a Smith di essere indagato in una corte marziale dagli ufficiali di grado minore. Nel 1837 la milizia del Missouri pensò di presentare Smith davanti alla corte marziale, azione che sarebbe stata illegale dato che in quel periodo Smith era ancora un civile.
Nell'ultimo suo mese di vita, il giugno 1844, Smith dichiarò la legge marziale a Nauvoo in risposta alle tensioni civili, ed iniziò a schierare la legione per la difesa della città. Chiese ai membri della legione di non fare nulla quando il governatore dell'Illinois ordinò l'arresto di Smith. Il capo mormone si costituì presso la prigione di Carthage, e si pensò essere sotto la protezione del governatore Ford e della Carthage Greys, la milizia della vicina città. Il 27 giugno 1844 membri della Carthage Greys si unirono alla folla che piombò nella prigione ed uccise Joseph Smith ed il fratello Hyrum.

## Dopo la morte di Joseph Smith
La legione sopravvisse alla perdita del suo ufficiale comandante, e Brigham Young divenne il nuovo comandante della milizia nell'agosto 1844, nonostante non ne avesse mai fatto parte prima. Invece di utilizzare la legione per proteggere il popolo dalla violenza dilagante, Young fece trasferire i propri seguaci e l'Illinois fu abbandonato dai mormoni il 17 settembre 1846 dopo una settimana di scontri chiamati "battaglia di Nauvoo".
Dopo la revoca della concessione della legione di Nauvoo nell'inverno del 1844-1845, la legione non fu più riconosciuta come milizia statale ed i suoi membri dovettero restituire le armi ottenute dal governo. Spogliata del suo status ufficiale, la legione ricoprì un ruolo minore nei futuri affari della Chiesa dopo essere stata riorganizzata in Iowa da Hosea Stout il 22 settembre 1846. Non fu mai impiegata attivamente nella difesa dei mormoni fino alla guerra dello Utah nella quale eresse difese ed affrontò l'esercito federale del generale Johnston.

## Nello Utah
Alcuni legionari si arruolarono tra i 500 uomini del battaglione mormone per il governo statunitense nel 1846, e parteciparono alla campagna contro il Messico. La stessa legione Nauvoo riacquistò importanza poco dopo che Brigham Young ebbe guidato il primo gruppo di mormoni nello Utah, allora chiamato Deseret, nel 1847. Sotto la legge territoriale la legione Nauvoo divenne la milizia territoriale nel 1852, anche se mantenne il nome originario.
I conflitti del 1849 con i nativi americani della contea di Utah, come l'attacco a Battle Creek (Utah), furono i precursori della guerra di Walker del 1853-1854 tra la legione Nauvoo e gli indiani di capo Colorow ("Walker"). Venti uomini della milizia e molti più nativi morirono nella guerra di Walker.
La legione fu usata ancora nella guerra dello Utah contro le truppe federali che entrarono nello Utah durante la "spedizione dello Utah" del 1857-1858. Combatterono distruggendo i rifornimenti in arrivo ed evitando lo scontro diretto. I comandanti ed i membri locali della milizia della contea di Iron perpetrarono il massacro di Mountain Meadows nei confronti di un gruppo di carovane che viaggiavano dall'Arkansas alla California a settembre. In questo periodo Daniel Hanmer Wells era il capo militare della milizia. Fu la milizia ad organizzare gruppi di uomini con l'intenzione di bruciare Salt Lake City ed altre parti dello Utah settentrionale dove l'esercito invasore aveva intenzione di stabilirsi.
Dopo questo conflitto il governo federale nominò il governatore del territorio dello Utah, ed alla legione Nauvoo fu concesso di esistere sotto la guida del governatore. Non fu però cooperativa nell'imporre il regime coloniale quanto avrebbero voluto le autorità federali.
Nel corso della guerra di secessione americana le truppe federali furono ritirate dallo Utah o lasciate libere di unirsi alla ribellione, con Johnston che dopo aver guidato l'esercito invasore si unì alla rivolta. Il governo federale cercò la riconciliazione con Brigham Young, chiedendone l'aiuto. Con il suo permesso due unità della riorganizzata legione Nauvoo furono impiegate dagli Stati Uniti d'America per proteggere le linee postali e telegrafiche occidentali dagli attacchi indiani in quelli che oggi sono lo Utah ed il Wyoming, ma non ebbero modo di partecipare attivamente agli scontri. Né la legione né altre truppe mormone parteciparono alla guerra, ed il coinvolgimento della legione terminò nel 1862 dopo che il Congresso approvò il Morrill Anti-Bigamy Act.
La legione Nauvoo aveva sottounità organizzate in ogni contea dello Utah e funzionava come ogni altra milizia territoriale del tempo.
L'ultimo utilizzo della legione fu nella guerra di Falco Nero nello Utah nel 1865-1868, quando oltre 2500 soldati furono mandati contro gli indiani comandati da Antonga Falco Nero. Antonga Falco Nero fu un Ute senza legami con il capo Sauk Falco Nero che visse in Illinois nel 1830. Nel 1870 il governatore del territorio dello Utah, J. Wilson Shaffer, rese inattiva la legione fino ad ordine contrario. Le truppe federali si schierarono nel 1870 in risposta alla danza degli spiriti assicurandosi che l'ordine di Shaffer venisse eseguito. La legione Nauvoo non si riunì mai più, e nel 1887 l'Edmunds-Tucker Act la sciolse definitivamente.